# کریستین مالدینی
کریستین مالدینی (انگلیسی: Christian Maldini؛ زادهٔ ۱۴ ژوئن ۱۹۹۶) بازیکن فوتبال اهل ایتالیا است.
از باشگاه‌هایی که در آن بازی کرده‌است می‌توان به باشگاه فوتبال آ.ث. میلان و باشگاه فوتبال برشا اشاره کرد.